# Copa do Mundo de Hóquei sobre a grama Masculino
A Copa do Mundo de Hóquei sobre a grama Masculino é o maior e mais importante evento deste desporto disputado entre os homens. 
Sua primeira edição foi realizada em 1971, na cidade espanhola de Barcelona. A entidade que administra esta competição é a Federação internacional de Hóquei (FIH). Desde 1982 o torneio se realiza quadrienalmente, no mesmo ano de sua modalidade feminina e, também, no meio do ciclo dos Jogos Olímpicos.
Seis países dominam o evento. O Paquistão é a nação mais bem sucedida, com quatro conquistas. Os Países Baixos e a Austrália possuem três títulos cada. A Alemanha venceu a Copa do Mundo em duas ocasiões. Por sua vez, Bélgica e Índia possuem uma conquista cada.
A Austrália é o selecionado que ostenta o bi-campeonato mais atual. Na edição de 2018 desta competição (realizada na cidade indiana de Bhubaneswar), a Bélgica conquistou o seu primeiro título e adentrou no seleto grupo de campeões desta Copa do Mundo.

## Troféu
O troféu da Copa do Mundo de Hóquei sobre a grama foi desenhado por Bashir Moojid e concebido pelo Exército Paquistanês. Em 27 de março de 1971, na cidade de Bruxelas, o troféu foi formalmente entregue ao presidente da FIH Rene Frank pelo embaixador paquistanês na Bélgica.
O objeto consiste em uma copa de prata com desenhos florais, superposta a um globo terrestre de ouro e prata, colocados sobre um base de marfim. No topo, um taco e uma bola de hóquei. Sem a base, o troféu tem 120,85 mm de altura. Incluindo a base, a altura chega a 65 cm. Pesa 11,56 kg, sendo 895 g de ouro, 6,8 kg de prata, 350 g de marfim e 3,5 kg de teca.

## Formato da competição
A Copa do Mundo é disputada em uma fase preliminar e um torneio final. O formato de cada fase é o mesmo.

### Qualificação
A qualificação é parte da Copa desde 1977. Todas as equipes participantes jogam na fase preliminar. As seleções são divididas em dois ou mais grupos e competem por uma vaga na fase final. As duas melhores equipes se classificam automaticamente, e as outras vagas são decididas em play-offs.

### Torneio final
O torneio final reúne os campeões continentais e outras equipes classificadas. Às vezes também participam os campeões do torneio olímpico e vice-campeões continentais. As equipes são divididas em grupos e disputam um torneio do tipo round robin (sistema "todos contra todos"). A composição dos grupos é determinada pelo ranking mundial atual. As duas melhores equipes de cada grupo jogam as semifinais. Se houver equipes suficientes, também há disputas de quinto, sétimo e nono lugares, por exemplo.

## Edições
Segue-se, abaixo, o histórico desta competição.
| 1971 Detalhes | Barcelona            | Paquistão     | 1-0          | Espanha            | Índia              | 2-1 (AET) | Quênia             |
| 1973 Detalhes | Amstelveen           | Países Baixos | 2-2(PSO 4-2) | Índia              | Alemanha Ocidental | 1-0       | Paquistão          |
| 1975 Detalhes | Kuala Lumpur         | Índia         | 2-1          | Paquistão          | Alemanha Ocidental | 4-0       | Malásia            |
| 1978 Detalhes | Buenos Aires         | Paquistão     | 3-2          | Países Baixos      | Austrália          | 4-3       | Alemanha Ocidental |
| 1982 Detalhes | Bombaim              | Paquistão     | 3-1          | Alemanha Ocidental | Austrália          | 4-2       | Países Baixos      |
| 1986 Detalhes | Londres              | Austrália     | 2-1          | Inglaterra         | Alemanha Ocidental | 3-2 (AET) | União Soviética    |
| 1990 Detalhes | Lahore               | Países Baixos | 3-1          | Paquistão          | Austrália          | 2-1 (AET) | Alemanha           |
| 1994 Detalhes | Sydney               | Paquistão     | 1-1(PSO 4-3) | Países Baixos      | Austrália          | 5-2       | Alemanha           |
| 1998 Detalhes | Utrecht              | Países Baixos | 3-2 (AET)    | Espanha            | Alemanha           | 1-0       | Austrália          |
| 2002 Detalhes | Kuala Lumpur         | Alemanha      | 2-1          | Austrália          | Países Baixos      | 2-1 (AET) | Coreia do Sul      |
| 2006 Detalhes | Mönchengladbach      | Alemanha      | 4-3          | Austrália          | Espanha            | 3-2 (AET) | Coreia do Sul      |
| 2010 Detalhes | Nova Déli            | Austrália     | 2-1          | Alemanha           | Países Baixos      | 4-3       | Inglaterra         |
| 2014 Detalhes | Hague                | Austrália     | 6-1          | Países Baixos      | Argentina          | 2-0       | Inglaterra         |
| 2018 Detalhes | Bhubaneswar          | Bélgica       | 0-0(PSO 3-2) | Países Baixos      | Austrália          | 8-1       | Inglaterra         |
| 2023 Detalhes | Bhubaneswar/Rourkela | Alemanha      | 3-3(PSO 5-4) | Bélgica            | Países Baixos      | 3-1       | Austrália          |

### Premiações
| Ordem | País          | Medalha de ouro | Medalha de prata | Medalha de bronze | Total |
| ----- | ------------- | --------------- | ---------------- | ----------------- | ----- |
| 1     | Paquistão     | 4               | 2                | 0                 | 6     |
| 2     | Países Baixos | 3               | 4                | 3                 | 10    |
| 3     | Austrália     | 3               | 2                | 5                 | 10    |
| 4     | Alemanha      | 3               | 2                | 4                 | 9     |
| 5     | Índia         | 1               | 1                | 1                 | 3     |
| 6     | Bélgica       | 1               | 1                | 0                 | 2     |
| 7     | Espanha       | 0               | 2                | 1                 | 3     |
| 8     | Inglaterra    | 0               | 1                | 0                 | 2     |
| 9     | Argentina     | 0               | 0                | 1                 | 1     |
| Total | Total         | 14              | 14               | 14                | 42    |

- Os resultados da Alemanha contemplam os obtidos pela Alemanha Ocidental.

## Participações

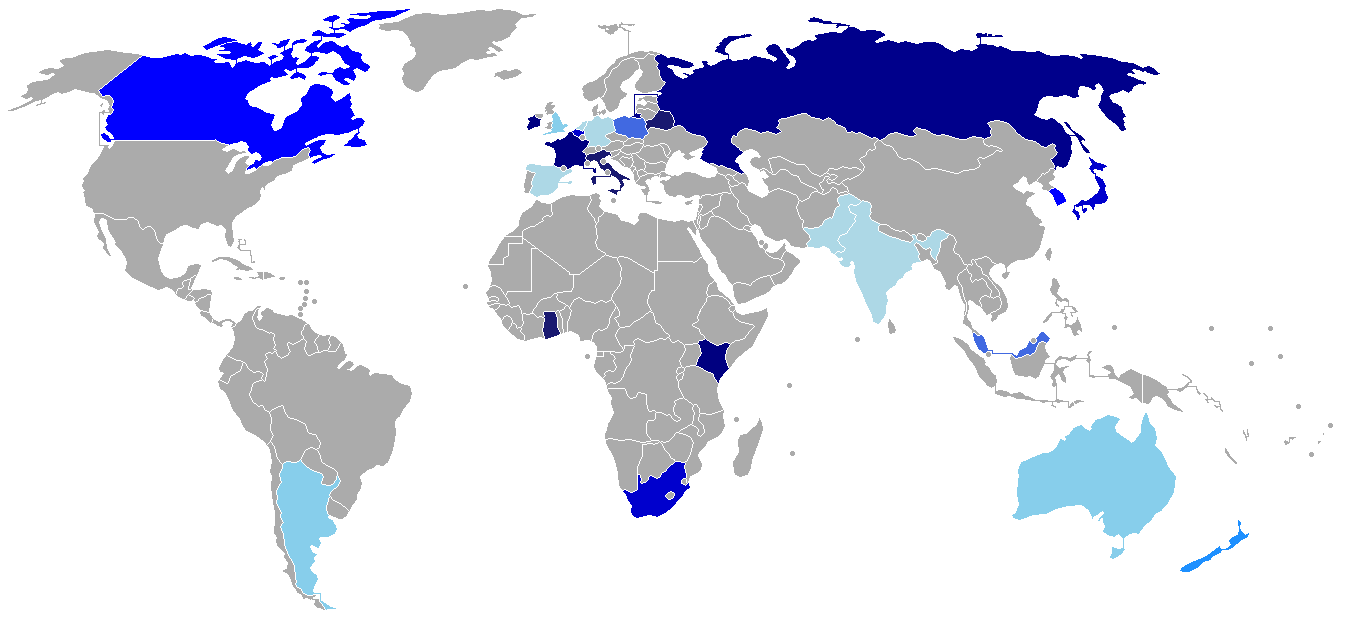
Mapa-múndi destacando os países que já participaram da Copa do Mundo de Hóquei sobre a Grama. Cores mais escuras indicam mais participações.

Segue-se, abaixo, o quadro com todos os participantes deste campeonato, incluindo a edição de 2023 disputada em solo indiano.
| Equipe          | 71 | 73 | 75 | 78 | 82 | 86 | 90 | 94 | 98 | 02 | 06 | 10 | 14 | 18 | 23 | Total |
| --------------- | -- | -- | -- | -- | -- | -- | -- | -- | -- | -- | -- | -- | -- | -- | -- | ----- |
| África do Sul   |    |    |    |    |    |    |    | X  |    | X  | X  | X  | X  | X  | X  | 7     |
| Alemanha        | X  | X  | X  | X  | X  | X  | X  | X  | X  | X  | X  | X  | X  | X  | X  | 15    |
| Argentina       | X  | X  | X  | X  | X  | X  | X  | X  |    | X  | X  | X  | X  | X  | X  | 14    |
| Austrália       | X  |    | X  | X  | X  | X  | X  | X  | X  | X  | X  | X  | X  | X  | X  | 14    |
| Bélgica         |    | X  |    | X  |    |    |    | X  |    | X  |    |    | X  | X  | X  | 7     |
| Bielorrússia    |    |    |    |    |    |    |    | X  |    |    |    |    |    |    |    | 1     |
| Canadá          |    |    |    | X  |    | X  | X  |    | X  |    |    | X  |    | X  |    | 6     |
| Chile           |    |    |    |    |    |    |    |    |    |    |    |    |    |    | X  | 1     |
| China           |    |    |    |    |    |    |    |    |    |    |    |    |    | X  |    | 1     |
| Coreia do Sul   |    |    |    |    |    |    |    | X  | X  | X  | X  | X  | X  |    | X  | 7     |
| Espanha         | X  | X  | X  | X  | X  | X  | X  | X  | X  | X  | X  | X  | X  | X  | X  | 15    |
| França          | X  |    |    |    |    |    | X  |    |    |    |    |    |    | X  | X  | 4     |
| Gana            |    |    | X  |    |    |    |    |    |    |    |    |    |    |    |    | 1     |
| Índia           | X  | X  | X  | X  | X  | X  | X  | X  | X  | X  | X  | X  | X  | X  | X  | 15    |
| Inglaterra      |    | X  | X  | X  | X  | X  | X  | X  | X  | X  | X  | X  | X  | X  | X  | 14    |
| Irlanda         |    |    |    | X  |    |    | X  |    |    |    |    |    |    | X  |    | 3     |
| Itália          |    |    |    | X  |    |    |    |    |    |    |    |    |    |    |    | 1     |
| Japão           | X  | X  |    |    |    |    |    |    |    | X  | X  |    |    |    | X  | 5     |
| Malásia         |    | X  | X  | X  | X  |    |    |    | X  | X  |    |    | X  | X  | X  | 9     |
| Nova Zelândia   |    | X  | X  |    | X  | X  |    |    | X  | X  | X  | X  | X  | X  | X  | 11    |
| País de Gales   |    |    |    |    |    |    |    |    |    |    |    |    |    |    | X  | 1     |
| Países Baixos   | X  | X  | X  | X  | X  | X  | X  | X  | X  | X  | X  | X  | X  | X  | X  | 15    |
| Paquistão       | X  | X  | X  | X  | X  | X  | X  | X  | X  | X  | X  | X  |    | X  |    | 13    |
| Polónia         |    |    | X  | X  | X  | X  |    |    | X  | X  |    |    |    |    |    | 6     |
| Quênia          | X  | X  |    |    |    |    |    |    |    |    |    |    |    |    |    | 2     |
| União Soviética |    |    |    |    | X  | X  | X  |    |    |    |    |    |    |    |    | 3     |

Notas: 1 - nos resultados da Alemanha estão inclusas as participações da Alemanha Ocidental; 2 - a União Soviética dissolveu-se em 25 de dezembro de 1991. A Bielorrússia era uma de suas repúblicas integrantes até a citada data.

## Ligação externa
- Site oficial da Federação Internacional de Hóquei - FIH (em inglês)